# Buggykiting
Buggykiting, auch Kite buggying, ist eine Aktivität, bei der ein Sportler auf einem dreirädrigen Kitebuggy sitzt, den er mit den Füßen lenkt und sich dabei von einem Kite ziehen lässt. Der Sport wird an breiten Sandstränden, auf Wiesen oder auch auf Sportflugplätzen praktiziert. Der Kite ist meistens ein 4-leiniger Mattendrachen (auch: Parafoils, Schirm oder einfach Matte genannt). Diese stablosen Drachen werden, ähnlich einem Gleitschirm, nur durch den Wind in Form gebracht (Ram-Air).
Gefahren wird ähnlich wie beim Segeln immer quer zur Windrichtung, somit hält man den Kite auf Zug und kann dessen Kraft zur Vorwärtsbewegung nutzen. In gewissen Grenzen ist es auch möglich, vom Wind weg zu fahren (Abfallen) oder dem Wind entgegenzufahren (Aufkreuzen). Wie auch beim Kitesurfen, wird beim Buggyfahren häufig eine Bar (eine Alustange, umhüllt von Stoff o. ä.) verwendet. Es wird jedoch nicht jeder Kite mit einer Bar geflogen: Es gibt auch Kites, die mit Handles geflogen werden. Handles sind zwei gebogene Alu- oder Kunststoffstangen, die ebenfalls mit Stoff o. ä. umhüllt sind (für jede Hand einen; nur für den Komfort wichtig).
In Deutschland ist das Fahren ohne Lizenz in vielen Gebieten verboten.